# 武藤愛莉
霧愛（むぅあ、2000年4月3日 - ）は、日本のシンガーソングライター。所属事務所はサラエンタテインメント → プロダクション尾木 → フリー。
神奈川県出身。本名は武藤 愛莉（むとう あいり）。父親は元プロレスラーの武藤敬司。
武藤愛莉と霧愛を使い分けて活動している。

## 来歴
3歳の時からバレエを習い、小学生のときにタレント活動を開始。ジュニアアイドルグループ「MAHARI GIRL'S」（マハリーガールズ）のメンバーとしても活動した。

## 人物
- 血液型	O型
- 趣味	歌、ダンス、ギター、マンガ、中国語
- 特技	書道、体が柔らかい、ものまね
- 身長	167cm[8]
- 兄弟は4歳上の兄が1人いる。

## 出演

### 映画
- 全然大丈夫（2007年）
- 9つの窓「レミューテック」（「AKB ShortShorts」project 映画）（2015年）[9]

### テレビドラマ
- 土曜ドラマ「陽炎の辻2 〜居眠り磐音 江戸双紙〜」（2008年9月6日 - 11月22日、NHK） - 秋世 役

### バラエティ
- ペケポンプラス（2015年11月17日、2016年1月12日、フジテレビ）[10]
- 稲川淳二の超絶こわい劇場2015夏（2015年8月1日 - 7日、nottv）[10]
- ワイドナショー（2015年10月11日 - 、フジテレビ） - ワイドナ高校生[10]
- 真麻のドドンパッ!（2017年2月第2週、第4週、BS日テレ） - 「真麻の部屋へようこそ」に父・武藤敬司と共演[11]

### CM
- 神撃のバハムート（2013年、Cygames）
- 山梨県庁 CKD（慢性肝臓病）（2015年、山梨県）

### ラジオ
- 霧愛のLOVEノーアンサー（2023年6月2日 - 、ラジオ3）

### 掲載
- 親子の日　親子インタビュー（2016年7月24日、毎日新聞・東京版）[12]

## 作品

### CD
- やさいのうた・かかしのうた（MAHARI GIRL'S）（2010年）
- ジュマンジ・ロック[13]（2018年、武藤敬司・愛莉with神奈月名義）映画「ジュマンジ／ウェルカム・トゥ・ジャングル」キャンペーンソング

### 配信
- 明日へ[14] (2023年10月) プロレスリング・ノア会場エンディングソング